# Џон Вик 4
Џон Вик 4 (енгл. John Wick: Chapter 4) је амерички неоноар акциони трилер филм из 2023. године, режисера Чада Стахелскија, према сценарију који су написали Шеј Хатен и Мајкл Финч. Наставак је филма Џон Вик 3: Парабелум (2019) и четврто је остварење у серијалу Џон Вик. Насловну улогу тумачи Кијану Ривс, док су у осталим улогама Дони Јен, Бил Скарсгорд, Лоренс Фишберн, Хиројуки Санада, Шамијер Андерсон, Ленс Редик, Рина Савајама, Скот Адкинс и Ијан Макшејн. У филму, Џон Вик намерава да се освети Високом столу и онима који су га оставили да умре.
Развој четвртог филма о Џону Вику је потврђен пред излазак трећег, а формално је најављен у мају 2019, када је потврђено да ће Ривс поновити своју улогу. Први је филм у серијалу који није написао креатор франшизе Дерек Колстад, а Хатен и Финч су се придружили као сценаристи у мају 2020. и марту 2021. респективно. Филм је сниман у Берлину, Паризу, Осаки и Њујорку од јуна до октобра 2021. године. 
Филм је премијерно приказан 6. марта 2023. у Лондону, док је у америчким биоскопима издат 24. марта исте године. Првобитно је било планирано да филм изађе 21. маја 2021, али је одложен због пандемија ковида 19 и Ривсових обавеза према филму Матрикс: Ускрснућа. Добио је позитивне критике критичара и зарадио је преко 432 милиона долара широм света, по чему је најуспешнији филм у серијалу. Наставак је у фази развоја.

## Радња
У Њујорку, Џон Вик се спрема да се освети Високом столу док се крије у подземљу са Господарем Подземља. Путује у Мароко и убија Старијег, „оног који седи изнад Стола”. Као одговор на ово, маркиз Винсент Бисе де Грамон, члан Високог стола, позива Винстона, менаџера њујоршког хотела Континентал, и Чарона, његовог консијержа, и објашњава да му је Високи сто дао неограничене ресурсе да убије Џона, и грди Винстона што раније није то учинио. За казну, он лишава Винстона његове менаџерске дужности, проглашава га „екскомуникадом”, уништава њујоршки Континентал и убија Чарона. Маркиз затим ангажује Кејна – слепог, пензионисаног убицу Високог стола – да убије Џона, свог старог пријатеља, претећи да ће у супротном убити Кејнову ћерку.
Џон се склонио у хотел Континентал у Осаки, који води његов пријатељ Шимазу Коџи. Маркизов заменик Чиди, уз подршку убица Високог стола и Кејна, стиже да истражи хотел. Коџијева ћерка Акира, хотелски консијерж, евакуише хотел непосредно пре него што га Високи сто „оскрнави”, изазивајући метеж. Џон се бори против таласа оклопљених убица, што га доводи до обрачуна против Кејна. „Господин Нико”, ловац на главе, прекида њихову борбу и дозвољава Џону да побегне након што је утврдио да је тренутна награда за Џонову главу недовољна. Рањени Коџи више пута напада Кејна у Џоново име; Кејн невољно убија Коџија, али поштеди Акиру.
Џон се враћа у Њујорк и среће се са Винстоном који жели освету за Чарона. Винстон предлаже да се Џон позове на стару традицију Високог стола да изазове маркиза на двобој. Победа би ослободила Џона свих обавеза према Високом столу, али он може да затражи двобој само у име криминалне породице. Џон путује у седиште криминалног синдиката руских Рома у Берлину, са којим је прекинуо све везе, да затражи поновни пријем и његове редове. Његова усвојена сестра Катја налаже да за поновни пријем, Џон мора да убије Килу Харкана, члана Високог стола који је убио њеног оца. Кила поставља заседу у свом ноћном клубу, али уз помоћ Кејна и Господина Ника, Џон успева да га убије и поврати свој статус.
Винстон преноси Џонов изазов маркизу, као Џонов „секундант”, и захтева да се њујоршки Континентал поново изгради, као и да он буде враћен на место менаџера, ако Џон победи. У Паризу, Џон и маркиз одлучују о параметрима двобоја − договарају се на дуел пиштољима при изласку сунца следећег дана пред Сакре кером − на састанку којим модерира Харбинџер, изасланик Стола. Маркиз именује невољног Кејна да заузме његово место, док Харбинџер упозорава да ће Џон и Винстон бити погубљени ако се не појаве на време. Господар Подземља стиже у Париз да би Џону дао пиштољ и ново балистичко одело.
Маркиз намерава да спречи Џона да на време стигне на двобој тако што обећа награду од 26 милиона долара на његову главу. Џон се бори против хорде убица на путу до Сакре кера, укључујући Господина Ника, који преговара о повећању награде на 40 милиона долара. Током њиховог сукоба, Џон спречава Чидија да убије пса Господина Ника, што доводи до тога да Господин Нико напусти потеру за Џоном. Након што Кејн и Господин Нико помогну Џону у борби против неколико убица − укључујући Чидија, кога Господин Нико убија − у Улици Фојатје, они стижу до врха баш на време за двобој. Џон и Кејн рањавају један другог у две рунде двобоја, а трећа рунда се прекида када Кејн тешко рани Џона. Тражећи право да испали „хитац милосрђа”, маркиз нестрпљиво мења места са Кејном. Винстон прекори маркиза због његове ароганције, откривајући да Џон још није испалио свој трећи метак; Џон убија маркиза.
Харбинџер даје Кејну и Џону слободу од Високог стола, а Винстону је враћен стари посао. Џон размишља о свом животу и браку, пре него што се сруши због повреда. Нешто касније, назад у Њујорку, Винстон и Господар Подземља се опраштају поред Џоновог гроба, који се налази поред гроба његове покојне супруге Хелен.
У сцени после одјавне шпице, Кејн се враћа у Париз да би се нашао са својом ћерком, али му прилази Акира, жељна освете, са ножем.

## Улоге
| Глумац           | Улога                         |
| ---------------- | ----------------------------- |
| Кијану Ривс      | Џон Вик                       |
| Дони Јен         | Кејн                          |
| Бил Скарсгорд    | маркиз Винсент Бисе де Грамон |
| Лоренс Фишберн   | Господар Подземља             |
| Хиројуки Санада  | Шимазу Коџи                   |
| Шамијер Андерсон | Господин Нико / Трагач        |
| Ленс Редик       | Чарон                         |
| Рина Савајама    | Шимазу Акира                  |
| Марко Сарор      | Чиди                          |
| Скот Адкинс      | Кила Харкан                   |
| Кленси Браун     | Харбинџер                     |
| Ијан Макшејн     | Винстон Скот                  |
| Наталија Тена    | Катја                         |
| Џорџ Георгиу     | Старији                       |
| Бриџет Мојнахан  | Хелен Вик                     |